# Sa'id Akhtar Rizvi
Sayyid Sa‘eed Akhtar Rizvi (سيد سعيد اختر رضوي en ourdou) est ouléma chiite indien qui promeut l'islam en Afrique orientale. Il reçut l'ijaza de la part de 14 Grands Ayatollahs. Il est l'auteur de plus de 140 livres dont certains ont été traduits en plusieurs langues.

## Biographie
Sa‘eed Akhtar Rizvi est né à Ushri dans le district de Saran de l'État de Bihar en Inde le 5 janvier 1927. Il est décédé le 20 juin 2002 et est inhumé à Dar es Salam en Tanzanie.